# Шопша, Иван Григорьевич
Ива́н Григо́рьевич Шо́пша (4 января 1939, Кореновск, Краснодарский край — 1978) — советский легкоатлет, специалист по бегу на длинные дистанции и кроссу. Выступал на всесоюзном уровне в середине 1960-х — начале 1970-х годов, многократный призёр чемпионатов СССР, победитель первенств всесоюзного и всероссийского значения, участник чемпионата Европы в Афинах. Представлял Краснодар и физкультурно-спортивное общество «Динамо». Мастер спорта СССР международного класса. Тренер по лёгкой атлетике.

## Биография
Иван Шопша родился 4 января 1939 года в городе Кореновске Краснодарского края. Заниматься спортом начал во время учёбы в местной средней общеобразовательной школе № 3 под руководством учителя физкультуры Анатолия Романовича Гриня, пробовал себя в гимнастике, футболе, баскетболе, волейболе и особенно в беге. С 1955 года состоял в школьной сборной, становился призёром районных соревнований в беге на средние дистанции. Позднее проходил подготовку в Краснодаре, выступал за физкультурно-спортивное общество «Динамо». Установил 17 рекордов Кубани, а результаты в беге на 5000 и 10 000 метров остаются непобитыми и сегодня.
Впервые заявил о себе в июне 1965 года, когда на соревнованиях в Москве выиграл бронзовую медаль в беге на 3000 метров и выполнил норматив мастера спорта СССР.
В 1966 году занял девятое место в дисциплине 3000 метров на Мемориале Януша Кусочиньского в Варшаве, финишировал девятым в дисциплине 5000 метров на Мемориале братьев Знаменских в Одессе.
В 1967 году выиграл 5000 метров на соревнованиях в Ленинграде, был девятым в беге на 10 000 метров на чемпионате страны в рамках IV летней Спартакиады народов СССР в Москве.
В 1968 году выиграл бронзовую медаль в дисциплине 5 км на чемпионате СССР по кроссу в Ессентуках. Также стал четвёртым на дистанции 5000 метров на Мемориале Знаменских в Ленинграде и на дистанции 10 000 метров на всесоюзном старте в Ялте.
В 1969 году на Мемориале Знаменских в Москве превзошёл всех соперников в беге на 5000 метров и установил свой личный рекорд — 13:37.6, а позднее в той же дисциплине взял бронзу на чемпионате СССР в Киеве. Благодаря череде успешных выступлений удостоился права защищать честь страны на чемпионате Европы в Афинах — в программе 5000 метров показал время 14:01.8, расположившись в итоговом протоколе соревнований на 11-й строке. По итогам сезона удостоен почётного звания «Мастер спорта СССР международного класса».
В 1970 году завоевал бронзовые награды в дисциплине 8 км на чемпионате СССР по кроссу в Кисловодске и в беге на 10 000 метров на чемпионате СССР в Минске.
На Мемориале Знаменских 1971 года в Москве на дистанции 10 000 метров с личным рекордом 28:50.0 финишировал шестым.
В 1972 году стал бронзовым призёром в дисциплине 12 км на чемпионате СССР по кроссу в Ташкенте, показал шестой результат в дисциплине 10 000 метров на чемпионате СССР в Москве.
Завершив спортивную карьеру, проявил себя на тренерском поприще.
Умер в 1978 году от тяжёлой болезни.
С 1983 года в Кореновске проходит чемпионат и первенство Краснодарского края по кроссу памяти мастера спорта международного класса Ивана Григорьевича Шопши.